# Convento do Espírito Santo (Loulé)
O Convento do Espírito Santo é um monumento religioso na cidade de Loulé, na região do Algarve, em Portugal. Foi estabelecido nos finais do século XVII, como sede de uma comunidade feminina da Ordem de São Francisco, sendo originalmente composto por apenas uma casa junto à Ermida do Espírito Santo. Foi muito danificado pelo Sismo de 1755, e conheceu importantes obras de ampliação nos finais do século XVIII, que incluíram a instalação do claustro. Foi encerrado em 1836, tendo a igreja sido transformada num teatro e os restantes edifícios em residências particulares. Posteriormente, nas antigas dependências do convento foram instalados a Galeria de Arte Municipal, e um estabelecimento de ensino, o Instituto Superior D. Afonso III, tendo este último deixado de operar em 2016. Entre os vários elementos sobreviventes do convento, destaca-se o claustro, no estilo neoclássico.

## Descrição
A área correspondente ao antigo convento situa-se entre a Rua Vice-Almirante Cândido dos Reis e a Praça da República, no centro histórico de Loulé, e nas imediações do Castelo.
A igreja do convento estava organizada numa só nave, com as paredes forradas de azulejos figurativos, e um retábulo com talha dourada barroca. Em 1737, a decoração do retábulo foi utilizada como referência para a ornamentação da capela do Santíssimo Coração de Jesus, no Convento de S. Francisco de Tavira. Um dos principais elementos do convento é o claustro, que foi construído seguindo linhas estéticas racionais, em combinação com os estilos em voga no século XVIII, nomeadamente o neoclassicismo e o chão. Apesar disto, ainda apresenta algumas semelhanças, do ponto de vista artístico, com os claustros da Ordem dos Capuchos do século XVII, do qual um ainda pode ser encontrado em Loulé, no Convento de Santo António. O complexo também incluía uma cerca, um espaço anexo ao convento, onde eram cultivados alguns alimentos para sustentar a comunidade.
Durante o funcionamento do convento, o número médio de monjas era de cerca de trinta. Faziam parte da Ordem de São Francisco, sendo o convento dedicado a Nossa Senhora da Conceição.

## História

### Antecedentes e fundação
Nas escavações arqueológicas feitas no local, os vestígios mais antigos pertencem à época islâmica, sendo a primeira camada relativa à muralha, durante o califado Almóada, a segunda correspondente a um edifício, igualmente do período almóada, e a terceira remete para a demolição daquela estrutura. O espólio islâmico é composto por fragmentos de cerâmica comum e vidrada. Foram igualmente encontrados fragmentos cerâmicos da época medieval cristã.
De acordo com um documento no Arquivo Histórico Municipal de Loulé, assinado por Baltazar dos Reis, pregador de Sua Majestade, e ministro e procurador dos Frades Menores da Ordem de São Francisco na Província do Algarve, o Convento das Freiras Franciscanas de Nossa Senhora da Conceição teve a sua origem em 1684, como uma casa de recolhimento para mulheres desamparadas, situada junto à Ermida de Nossa Senhora dos Pobres. Segundo a obra Monografia do concelho de Loulé, de Francisco Ataíde de Oliveira, à comunidade também se juntaram várias Beatas que eram anteriormente responsáveis pelo hospital, e que tiveram de sair quando este foi entregue aos frades grilos. Em 1693, o padre João Aguiar Ribeiro pediu ao Senado da Câmara para que esta comunidade passasse a dispor da Ermida do Espírito Santo, que estava sob a administração municipal. Com a autorização da autarquia, ocuparam inicialmente uma casa anexa à ermida, e depois ampliaram o convento através da aquisição de outros edifícios em redor. Porém, segundo a documentação existente, este crescimento foi desordenado, pelo que não chegou a ser instalado originalmente um claustro: «foram anexando huas às outras sem regularidade alguma, nem forma de claustro». Em 1711, foi emitido um breve papal que reconheceu a presença do convento. Uma vez que o convento estava situado no espaço dentro das muralhas, a circunstância que as freiras puderam adquirir novas parcelas em redor para expandir a sua casa indica que estaria localizada em terrenos de pouco valor e desabitados.

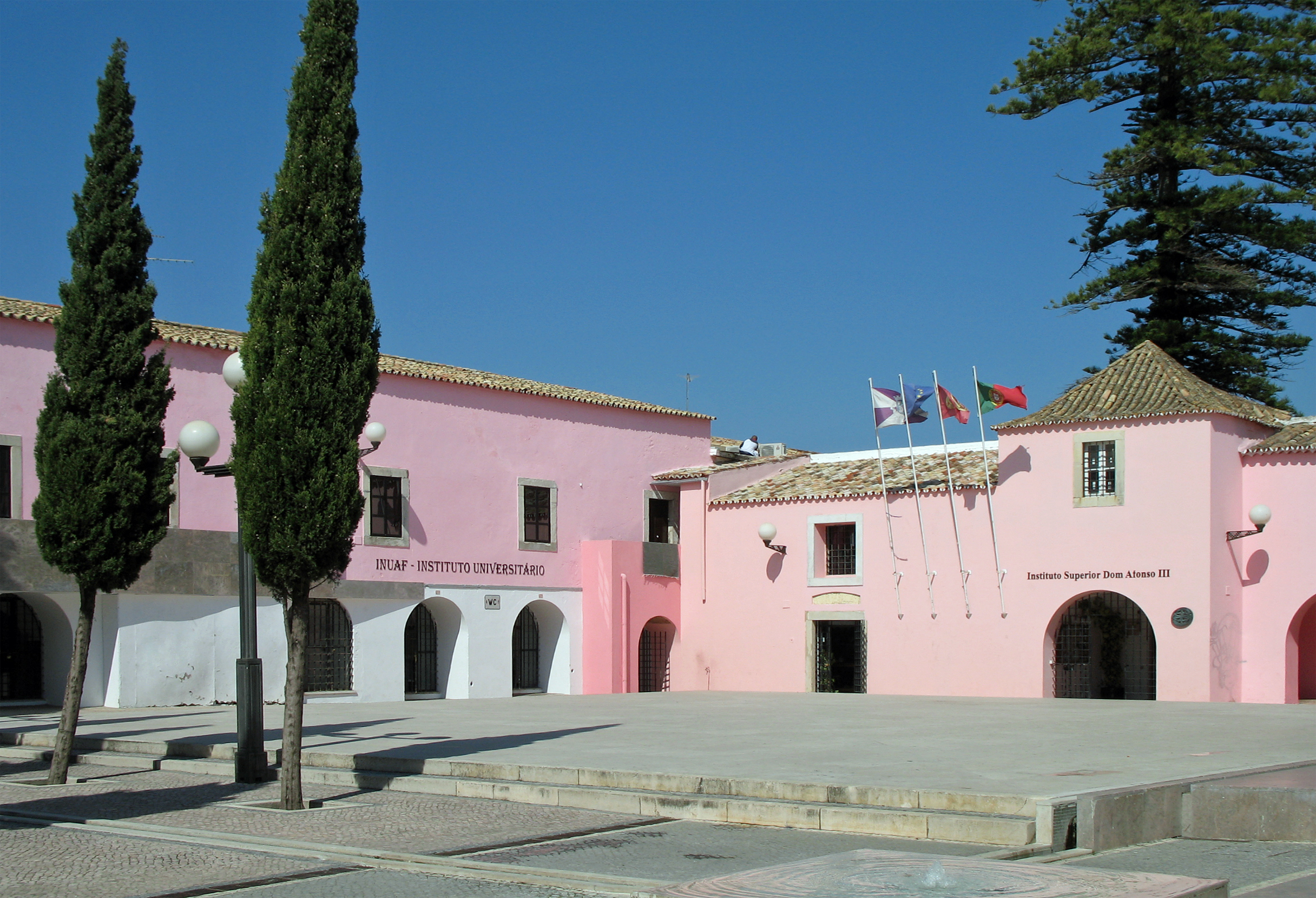
Vista das antigas dependências do convento, em 2007. Podem-se ver os letreiros INAUF - Instituto Universitário e Instituto Superior Dom Afonso III, estabelecimento de ensino que foi encerrado em 2016.

### Séculos XVIII e XIX
De acordo com a documentação existente, o edificio foi muito atingido pelo Sismo de 1755: «Caiu muita parte do Convento das Religiosas de que se lhe fez acomodação em uma cabana na sua cerca e saíram muitas para casa de seus parentes com a ordem e a licença do seu Prelado». O convento foi restaurado alguns anos depois, tendo possivelmente as freiras sido alojadas temporariamente numa casa aforada pela autarquia em 1796. Esta propriedade foi descrita nas Memórias Paroquiais como «cazas sitas na rua da Praça desta dita villa que constava de quatro altos, 4 saguões, dois quintaes, um grande outro pequeno em um dos quaes se achava edificada uma caza que servio de atafona achando se tudo ao presente incorporado no dito convento, e actualmente edificadas sellas para habitação das religiosas». De acordo com esta descrição, as casas situavam-se no lado da Rua da Praça, posterior Avenida da Praça da República, pelo que supostamente estariam na zona fora das muralhas, mas como é indicado que as casas foram depois anexadas ao convento, isto prova que este lanço da muralha já não existia nessa altura. O convento ainda não tinha claustro em 1785, embora poderá ter sido instalado na década de 1790, devido a uma carta de 27 de Fevereiro de 1798 da abadessa ao bispo D. Francisco Gomes do Avelar, onde agradece as suas contribuições: «se não fosse o muito que V. Ex.ª dá [...] e as obras que tem feito, não sei se havia fazer estes gastos tão preciosos». O claustro foi considerado como o espaço mais importante no convento, tendo sido a base de uma grande reestruturação, tanto do ponto de vista religioso como arquitectónico.
Em 1833 iniciou-se o encerramento do convento, na sequência da extinção das ordens religiosas, tendo as monjas sido transferidas para o Convento de Nossa Senhora da Assunção, em Faro, em conjunto com as do Convento de Nossa Senhora da Conceição, em Lagos. O convento foi encerrado de forma definitiva em 1836, e nacionalizado pela Fazenda. Os terrenos foram postos à venda em hasta pública, tendo duas partes sido compradas pelos particulares José Mendes Corrêa e Claudio José Pinto, pelo valor de 4004000 Réis, enquanto que o governo ficou com o imóvel que correspondia ao convento em si, formado pelo terreiro, as celas e a capela. Na parte correspondente a Mendes Corrêa foram construídos vários prédios de habitação. Segundo Ataíde de Oliveira, nos terrenos adquiridos por José Pinto existia uma grande mina, entulhada pelo proprietário que passava por debaixo do convento e continuava no sentido das chamadas bicas velhas. Avançou a teoria de que fosse uma via de comunicação entre as portas da vila, uma vez que a sua entrada situava-se junto de uma das entradas, e o sentido em que seguia ia dar igualmente para a porta nova.
As celas e o terreiro foram entregues pelo governo à autarquia, que ali instalou o Tribunal Judicial e uma sala de sessões. O tribunal começou a funcionar ali desde 1835, embora a licença oficial do governo só tenha sido conferida em 14 de Fevereiro de 1864. Ataíde de Oliveira conta que as condições eram insuficientes para as funções do tribunal, com falta de espaços adequados para os gabinetes e sala dos jurados, embora nos princípios do século XX ainda estivesse ali a funcionar. A Câmara Municipal utilizou uma casa junto ao tribunal como sala de sessões, até que esta função passou a ser prestada num edifício próprio no Alto da Praça, adquirido em 1885 pelo então presidente, Antonio Vaz Mascarenhas. Tanto os serviços da câmara como o tribunal tinham entrada pela Rua do Espirito Santo, a qual também dava acesso ao antigo claustro, que foi reaproveitado como terreiro público. Posteriormente, a autarquia pediu ao governo para reutilizar a antiga capela do convento para um teatro, requerimento que foi aceite, com a condição que fosse utilizado apenas para estas funções. Assim, o templo foi alvo de obras para permitir a sua adaptação a teatro, as quais foram financiadas por doações de cidadãos interessados, destacando-se a contribuição de Augusto Barros. Chegou a ser utilizado por algumas companhias teatrais ambulantes, e outras que vieram de Lisboa durante o seu período de férias. Porém, o seu funcionamento foi muito limitado devido à falta de meios financeiros, tendo Ataíde de Oliveira relatado que «Quem quizer ir ao theatro tem de levar cadeiras de casa». O resto do antigo complexo foi vendido em hasta pública a dois particulares, que o converteram em habitações. De acordo com os vestígios arqueológicos, neste período foram construídos vários prédios anexos à muralha, e instalada uma nora. Em 1866, a zona Norte da antiga cerca do convento foi cedida ao Conde de Ferreira, para ali instalar uma escola primária. As escavações no local permitiram identificar uma fossa séptica associada à escola, que se sobrepôs a um silo mais antigo, provavelmente da época muçulmana. Em 1888, foram retirados os azulejos da igreja.

### Séculos XX e XXI
Após o encerramento da escola primária, em 1975, a autarquia iniciou um programa para o requalificação do espaço da antiga cerca do convento, no âmbito do plano para o Centro Histórico de Loulé. Assim, foi demolido o edifício da escola, e em 1989 foram feitos trabalhos arqueológicos e criado o plano para a praça que iria ser ali instalada. Em meados da década de 1990 o Tribunal da Comarca de Loulé deixou de estar sedeado nas antigas instalações do convento. Uma outra ala do edifício também foi aproveitada para a Repartição das Finanças, que foi igualmente realojada na década de 1990. Posteriormente, o espaço da igreja foi ocupado pelo depósito e laboratório do Museu Municipal, enquanto que as antigas dependências do convento foram convertidas na Galeria de Arte Municipal e no Instituto Superior D. Afonso III. Este estabelecimento de ensino foi criado em 1997, tendo o desenho dos seus trajes académicos sido inspirados nas antigas vestes monásticas. Porém, encerrou em 31 de Dezembro de 2016, devido a uma grande redução no número de alunos, uma vez que o instituto dependia totalmente das propinas, e não recebia apoios financeiros por parte do governo central ou da Câmara Municipal. Em Maio desse ano, o Instituto Superior foi premiado com a Medalha de Mérito Municipal de Loulé, grau Ouro.

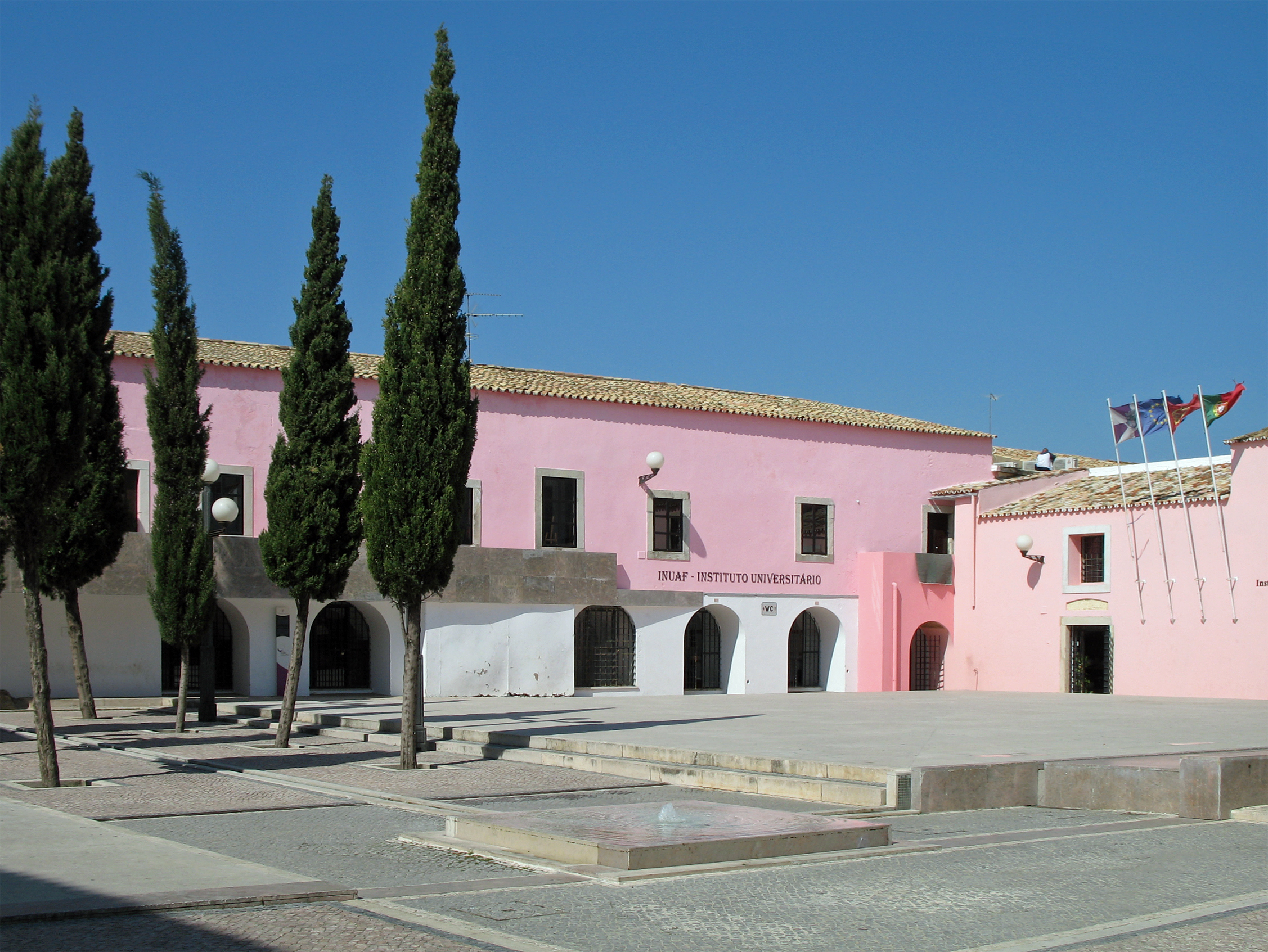
Outra vista do pátio central, em 2007.

## Leitura recomendada
- CARRUSCA, Susana (2001). Loulé: Património Artístico. Loulé: Câmara Municipal de Loulé
- FERNANDES, José Manuel; JANEIRO, Ana (Dezembro de 2005). Arquitectura no Algarve: Dos primórdios à actualidade, uma leitura de síntese (PDF). Faro: Comissão de Coordenação e Desenvolvimento Regional do Algarve. ISBN 972-643-138-7
- GRAÇA, Fernando; INÁCIO, Ricardo (2017). S. Clemente tem história. Lisboa: Sinapis. 50 páginas. ISBN 978-989-691-659-6
- MARADO, Catarina Almeida (2006). Antigos Conventos do Algarve: um percurso pelo património da região. Lisboa: Colibri